# 藤里町立藤里中学校
藤里町立藤里中学校（ふじさとちょうりつ ふじさとちゅうがっこう）は、秋田県山本郡藤里町にあった公立中学校。

## 概要
- 本校は藤里町内唯一の中学校で、町内全域を学区とした。

## 沿革
- 1956年（昭和31年）4月1日 - 藤琴中学校と粕毛中学校が統合し、藤里村立藤里中学校開校。
- 1959年（昭和34年）4月1日 - 金沢分校が独立し、藤里村立金沢中学校となる。
- 1961年（昭和36年）4月1日 - 米田分校が独立し、藤里村立米田中学校となる。
- 1963年（昭和38年）11月1日 - 藤里村の町制施行により、藤里町立藤里中学校と改称。
- 1968年（昭和43年） - 米田中学校を統合。
- 1970年（昭和45年）
  - 3月31日 - 金沢中学校を統合。
  - 6月 - 校舎完成。
- 2010年（平成22年）12月 - 耐震補強工事竣工[1]。
- 2023年（令和5年）
  - 3月20日 - 閉校式と校旗返納式挙行[2]。
  - 3月31日 - 藤里町立藤里小学校と統合し、藤里町立義務教育学校藤里学園へ。

## 学区
- 藤里町全域。

## 周辺
- 秋田県道322号きみまち阪公園素波里湖線